# Essaïd Belkalem
Essaïd Belkalem (en árabe: سعيد بلكلام; Mekla, Argelia, 1 de enero de 1989) es un exfutbolista argelino que jugaba como defensa.

## Selección nacional
Fue internacional con la selección de Argelia en 19 ocasiones y convirtió un gol.

### Participaciones en Copas del Mundo
| Mundial                        | Sede   | Resultado        | Partidos | Goles |
| ------------------------------ | ------ | ---------------- | -------- | ----- |
| Copa Mundial de Fútbol de 2014 | Brasil | Octavos de final | 3        | 0     |

### Participaciones en Copas Africanas
| Copa                           | Sede      | Resultado      | Partidos | Goles |
| ------------------------------ | --------- | -------------- | -------- | ----- |
| Copa Africana de Naciones 2013 | Sudáfrica | Fase de grupos | 3        | 0     |

## Clubes
| Club                   | País       | Año       |
| ---------------------- | ---------- | --------- |
| JS Kabylie             | Argelia    | 2008-2013 |
| Granada                | España     | 2013-2014 |
| → Watford (cedido)     | Inglaterra | 2013-2014 |
| Watford                | Inglaterra | 2014-2016 |
| → Trabzonspor (cedido) | Turquía    | 2014-2015 |
| Orléans                | Francia    | 2016-2017 |
| JS Kabylie             | Argelia    | 2018      |

## Palmarés

### Campeonatos nacionales
| Título          | Club       | País    | Año  |
| --------------- | ---------- | ------- | ---- |
| Copa de Argelia | JS Kabylie | Argelia | 2011 |

### Copas internacionales
| Título                       | Selección      | Sede      | Año  |
| ---------------------------- | -------------- | --------- | ---- |
| Campeonato Sub-23 de la UNAF | Argelia sub-23 | Marruecos | 2010 |